# Polyrhaphis skillmani
Polyrhaphis skillmani is een keversoort uit de familie van de boktorren (Cerambycidae). De wetenschappelijke naam van de soort werd voor het eerst geldig gepubliceerd in 2013 door Wappes & Santos-Silva.